# Jan Huygen van Linschoten

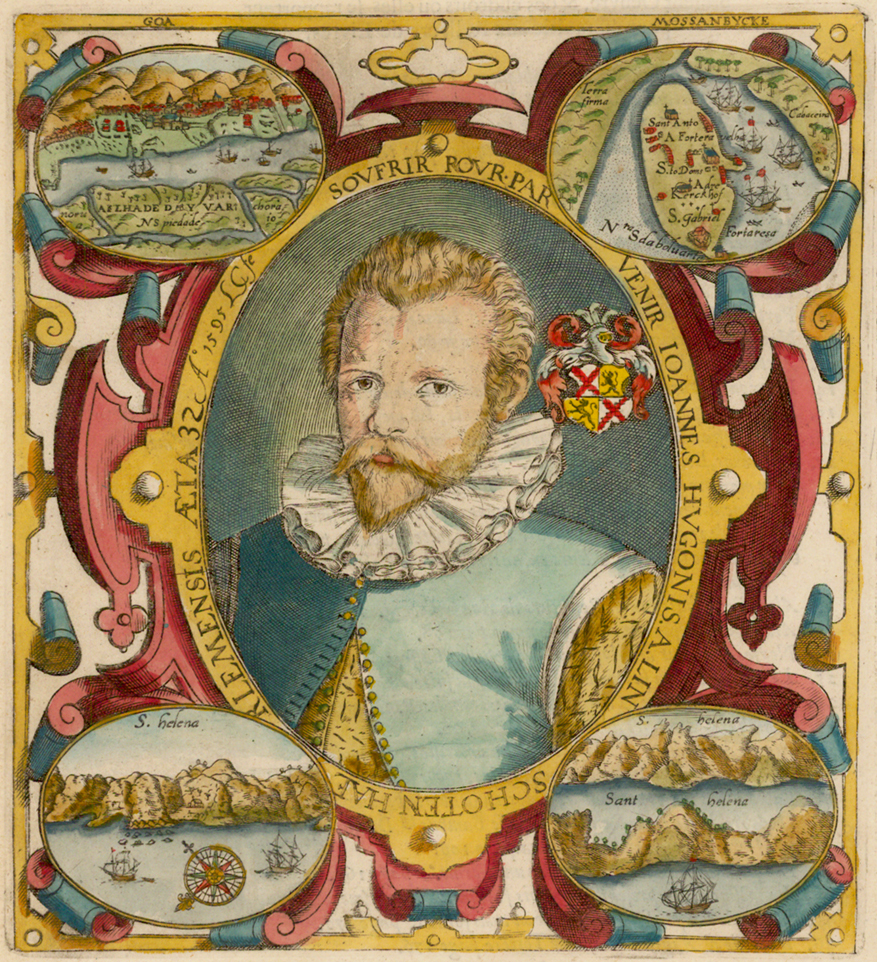
Jan Huygen van Linschoten

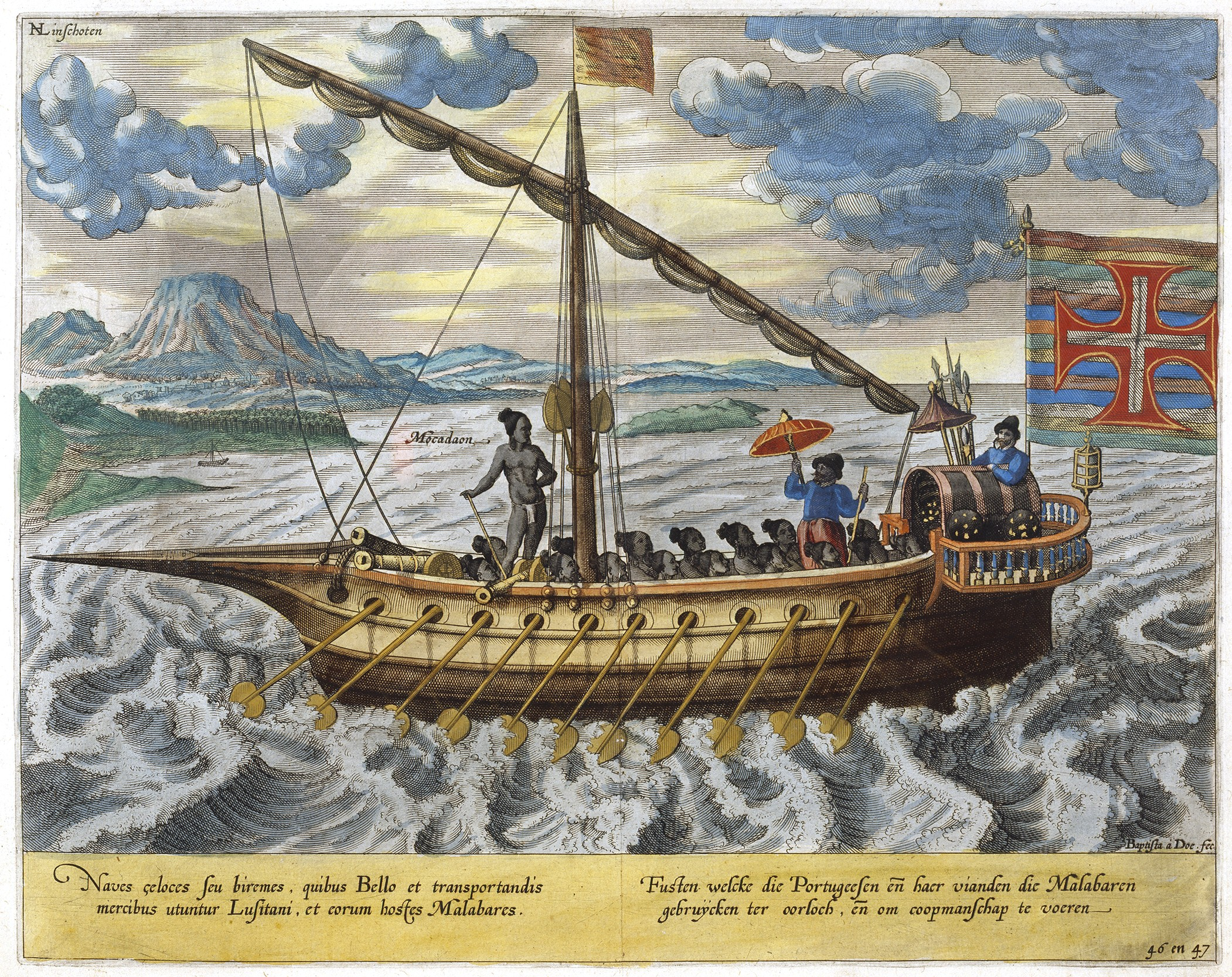
Fusta mit portugiesischem Pavilion aus einem Buch von Jan Huygen van Linschoten

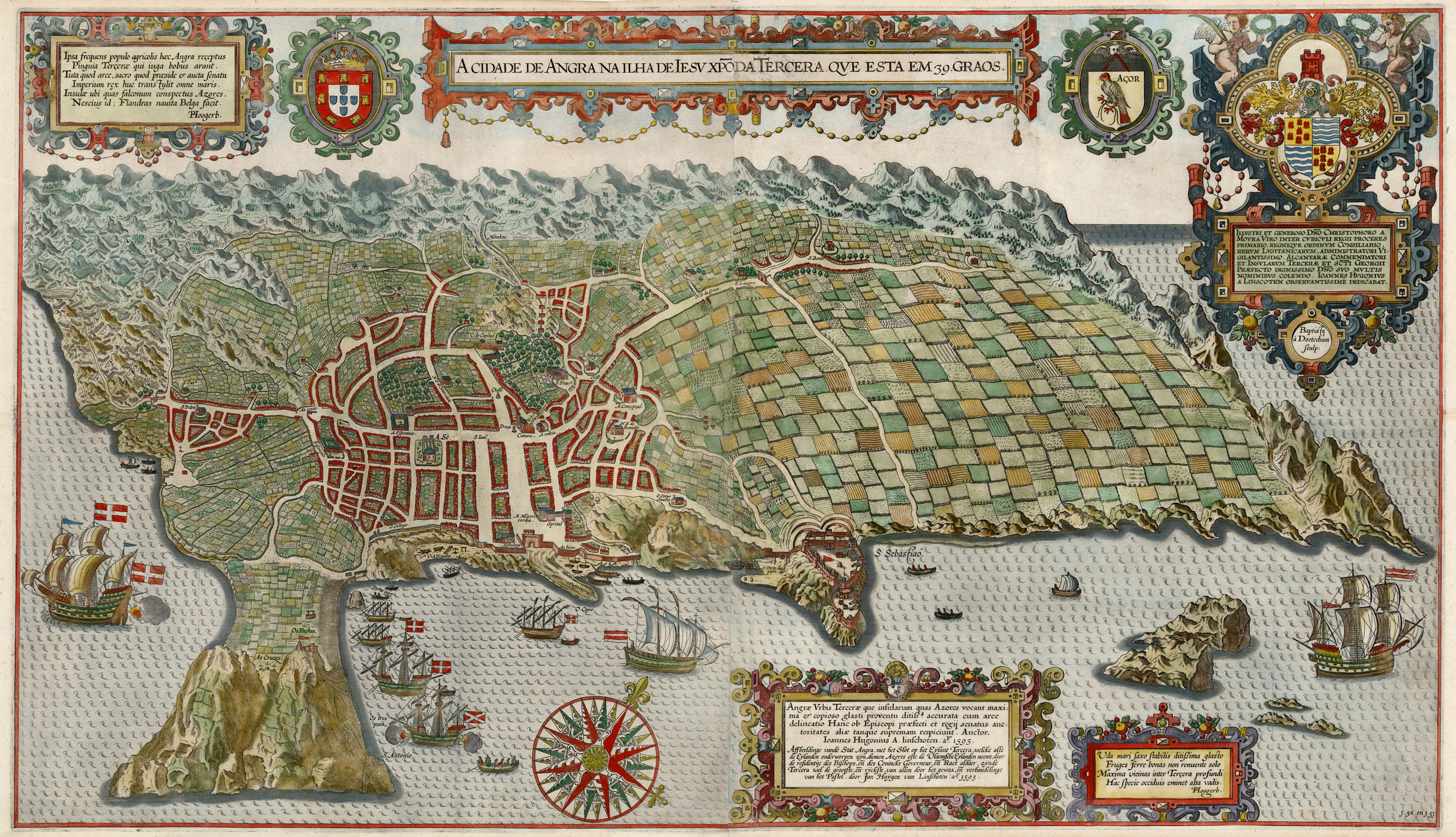
Die Azoreninsel Terceira, handkolorierter Stich aus dem Itinerario

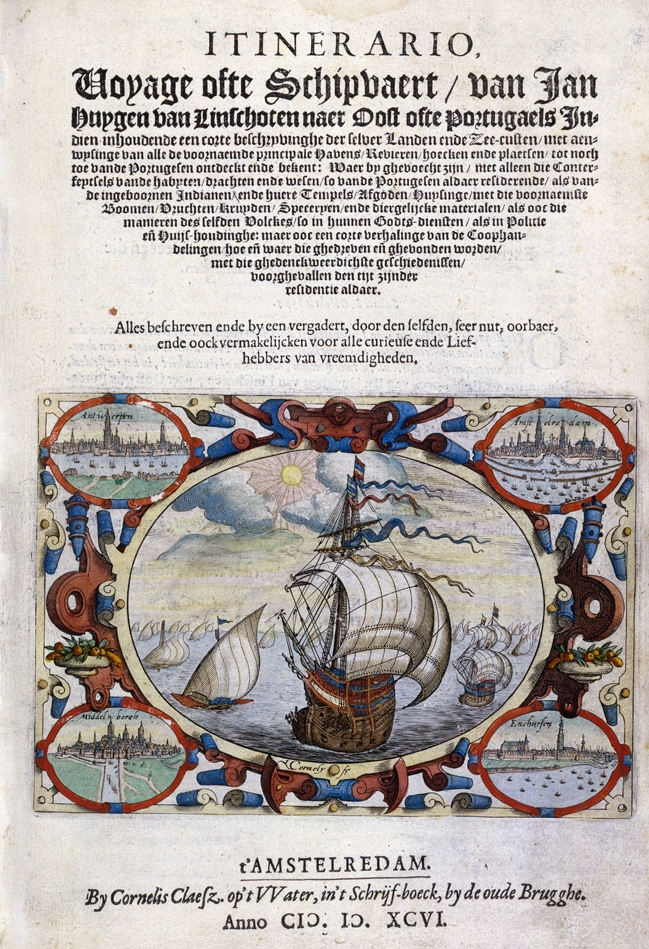
Itinerario, Amsterdam 1596 (Titelblatt)

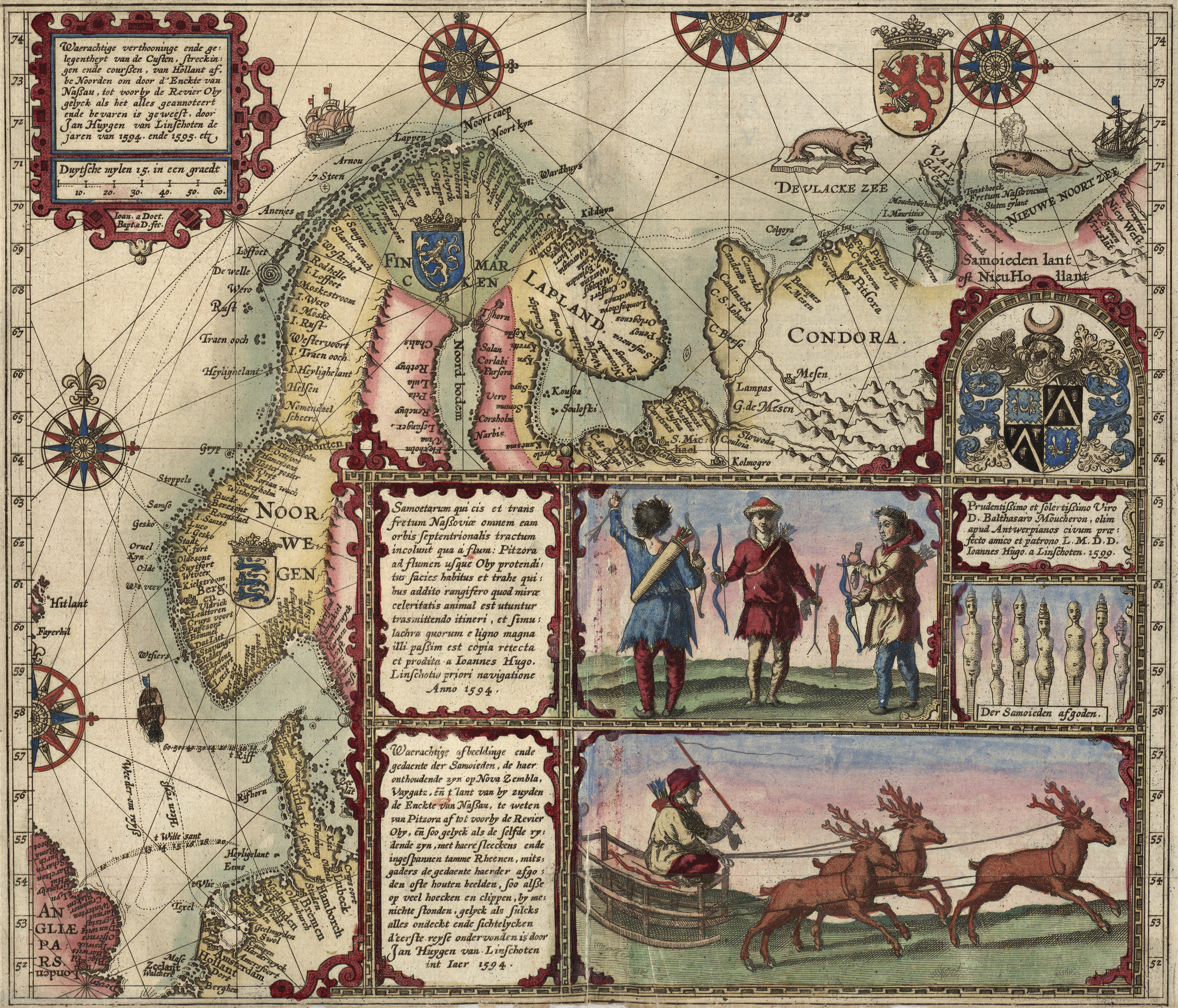
Karte der ersten Reise von Willem Barents

Jan Huygen van Linschoten (* 1563 in Haarlem; † 8. Februar 1611 in Enkhuizen) war ein holländischer Kaufmann, Autor, Spion und Entdecker.

## Leben
Linschoten wurde in Haarlem geboren, lernte bei seinen Brüdern in Portugal und Spanien den Kaufmannsberuf. 1581 ging er als Sekretär des Erzbischofs von Goa, Frei Vicente da Fonseca, nach Portugiesisch-Indien, wo er sechs Jahre verbrachte. Dort beschäftigte er sich auch mit dem Handel asiatischer Produkte und förderte ihn. Durch seine Position hatte Jan Huygen Zugang zu den geheimen Unterlagen einschließlich der Seekarten der Portugiesen, die diese über ein Jahrhundert geheim gehalten hatten. Er begann unter Bruch des in ihn gesetzten Vertrauens diese Unterlagen heimlich zu kopieren.
1587 mit dem Tod seines Gönners, des Erzbischofs von Goa, während dessen Reise nach Lissabon zum Rapport beim portugiesischen König endete das Abenteuer in Indien für Jan Huygens. Er fuhr mit dem Segler Richtung Lissabon im Januar 1589 und passierte im Mai 1589 den portugiesischen Flottenstützpunkt mit Depot auf der Insel St. Helena.
Die Reise wurde durch einen Schiffbruch, verursacht durch englische Piraten, unterbrochen, so dass Jan zwei Jahre auf den Azoren verbrachte. Er landete 1592 in Lissabon und kehrte danach in seine Heimatstadt Enkhuizen zurück.
Mit Unterstützung des auf Schiffsthemen, Geographie und Reisen spezialisierten Amsterdamer Verlegers Cornelis Claesz, schrieb 1595 Jan das Buch Reys-gheschrift vande navigatien der Portugaloysers in Orienten (Reisebericht über die portugiesische Navigation im Orient). Das Werk beinhaltet eine Vielzahl von Segelrouten, nicht nur für die Strecken zwischen Portugal und Indien, sondern auch zwischen Indien, China und Japan.
Jan Huyghen schrieb auch zwei weitere Bücher, 1597 die Beschryvinghe van de gantsche custe van Guinea, Manicongo, Angola ende tegen over de Cabo de S. Augustijn in Brasilien, de eyghenschappen des gheheelen Oceanische Zees (Beschreibung der ganzen Küste von Guinea, Manicongo, Angola und zum Kap von St. Augustus in Brasilien) und Itinerario: Voyage ofte schipvaert van Jan Huyghen van Linschoten naer Oost ofte Portugaels Indien, 1579-1592 (Reisebericht über die Fahrt des Seemanns Jan Huyghen van Linschoten nach portugiesisch Indien 1596).
Eine englische Ausgabe des Itinerario erschien 1598 in London, ebenso wurde im selben Jahr eine deutsche Ausgabe herausgegeben. 
Nach seiner Rückkehr nach Holland schrieb Linschoten zwei Bücher (veröffentlicht 1595–96), über die Route nach Ostindien sowie über die dortigen Produkte und Erzeugnisse. Diese Bücher regten die erste holländische Ostexpedition unter Cornelis de Houtman an, die zur Gründung der Niederländischen Ostindien-Kompanie führte und das Ende der Monopolstellung der Portugiesen im Gewürzhandel einläutete. 
1594 begleitete Linschoten Willem Barents in die Arktis und ging 1595 mit Barents abermals nach Nowaja Semlja. Grund dieser Expeditionen war es unter anderem, auf dem Landweg über den Norden eine neue Route nach China zu finden. Diese Reisen sollten jedoch die Norddurchfahrt nach Indien entdecken; eine Beschreibung erschien 1601.
Die niederländische Linschoten-Vereeniging ist nach ihm benannt.

## Werke
- 1595, Reys-gheschrift van de Navigation der Portugaloysers in Orienten, Digitalisat
- 1596, Beschryvinghe van de gantsche custe van Guinea, Manicongo, Angola, Monotapa, ende tegen over de Cabo de S. Augustijn in Brasilien, Digitalisat
- 1596, Itinerario, Voyage ofte schipvaert, van Jan Huygen van Linschoten naer Oost ofte Portugaels Indien, Digitalisat